# Malackafnittertrast
Malackafnittertrast (Trochalopteron peninsulae) är en fågel i familjen fnittertrastar inom ordningen tättingar. IUCN kategoriserar arten som livskraftig.

## Utseende
Malackafnittertrasten är en medelstor (24–26 cm) kastanjebrun fnittertrast. På ovansidan syns lysande guldgrönt på vingpanel och stjärtsidor samt svarta vingpennor. Vidare är den grå på örontäckare och nacke samt svartaktig på tygel och strupe. Arten skiljer sig från utseendemässigt och geografiskt närmaste silverkindad och gråryggig fnittertrast genom kastanjebrunt från strupe till buk, otecknad ovan- och undersida, kastanjebrunt även på hjässa och vit ögonring.
Lätet beskrivs som ett högljutt, flytande "chi’rew-bu’wit!".

## Utbredning och systematik
Fågeln häckar i höga berg på thailändska halvön och Malackahalvön. Den behandlas som monotypisk, det vill säga att den inte delas in i några underarter. Ibland behandlas den som underart till kastanjekronad fnittertrast (Trochalopteron erythrocephalum).

### Släktestillhörighet
Tidigare inkluderas Trochalopteron-fnittertrastarna alla i Garrulax, men genetiska studier har visat att de är närmare släkt med exempelvis prakttimalior (Liocichla) och sångtimalior (Leiothrix).

## Levnadssätt
Malackafnittertrasten hittas i undervegetation och bambu i städsegrön lövskog, men även i blandskog, ungskog och i rhododendronsnår, i bergstrakter över 1000 meters höjd. Den födosöker på eller nära marken i par eller smågrupper, ibland med andra fnittertrastar, på jakt efter insekter, bär, frön och andra vegetabilier. 

### Häckning
Häckningstiden varierar i utbredningsområdet. Det djupa skålformade boet av döda löv, mossa och torrt gräs placeras i ett litet träd, i en buske, i ett sly eller i en klängväxt. Däri lägger den ett till fyra ägg. Arten är stannfågel.

## Status och hot
Arten har ett stort utbredningsområde och en stor population, men tros minska i antal till följd av habitatförlust, dock inte tillräckligt kraftigt för att den ska betraktas som hotad. Internationella naturvårdsunionen IUCN listar därför arten som livskraftig (LC). Beståndet har inte uppskattats, men den beskrivs som vanlig.